# Cải Viên
Cải Viên là một xã thuộc huyện Hà Quảng, tỉnh Cao Bằng, Việt Nam.

## Địa lý
Xã Cải Viên nằm ở phía đông bắc huyện Hà Quảng, có vị trí địa lý:
- Phía đông giáp Trung Quốc
- Phía tây giáp xã Cần Yên
- Phía nam giáp xã Nội Thôn
- Phía bắc giáp Trung Quốc.

Xã Cải Viên có diện tích 33,37 km², dân số năm 2019 là 2.250 người, mật độ dân số đạt 67 người/km².
Trên địa bàn xã Cải Viên có các ngọn núi như lũng Mằn, lũng Tháy và có đồi Tăng Đôi.

## Hành chính
Xã Cải Viên được chia thành 9 xóm: Cha Vạc, Chông Mạ - Lũng Tải, Đông Có, Lũng Rẩu, Nậm Nịch, Nặm Đin, Nhỉ Đú, Sộc Nặm - Eng Mậy - Lũng Pán, Tả Piẩu.

## Lịch sử
Địa bàn xã Cải Viên hiện nay trước đây vốn là hai xã Cải Viên và Vân An thuộc huyện Hà Quảng.
Ngày 10 tháng 6 năm 1981, Hội đồng Chính phủ ban hành Quyết định 245-CP về việc:
- Tách các xóm Lũng Tải, Lũng Pán, Sộc Nặm của xã Nội Thôn sáp nhập vào xã Cải Viên
- Tách các xóm Chả Vạc, Bản Kiễng, Lũng Rẫn, Pác Tém của xã Nội Thôn sáp nhập vào xã Vân An
- Tách các xóm Ảng Bó, Kéo Quyển của xã Vân An sáp nhập vào xã Lũng Nặm.

Ngày 9 tháng 9 năm 2019, Hội đồng Nhân dân tỉnh Cao Bằng ban hành Nghị quyết số 27/NQ-HĐND về việc sáp nhập một số xóm thuộc hai xã Cải Viên và Vân An.
Trước khi sáp nhập, xã Cải Viên có diện tích 14,16 km², dân số là 1.212 người, mật độ dân số đạt 86 người/km², có 5 xóm: Chông Mạ - Lũng Tải, Đông Có, Sộc Nặm - Eng Mậy - Lũng Pán, Nậm Nịch, Tả Piẩu. Xã Vân An có diện tích 19,21 km², dân số là 1.038 người, mật độ dân số đạt 54 người/km², có  xóm: Nặm Đin, Lũng Rẩu, Nhỉ Đú, Cha Vạc.
Ngày 10 tháng 1 năm 2020, Ủy ban Thường vụ Quốc hội ban hành Nghị quyết số 864/NQ-UBTVQH14 về việc sắp xếp các đơn vị hành chính cấp huyện, cấp xã thuộc tỉnh Cao Bằng (nghị quyết có hiệu lực từ ngày 1 tháng 2 năm 2020). Theo đó, sáp nhập toàn bộ diện tích và dân số của xã Vân An vào xã Cải Viên.